# Kevin Möhwald
Kevin Möhwald (Erfurt, 3 juli 1993) is een Duits voetballer die doorgaans speelt als middenvelder. In juli 2023 verruilde hij Union Berlin voor KAS Eupen.

## Clubcarrière
Möhwald speelde in de jeugdopleiding van Rot-Weiß Erfurt. Deze doorliep hij en in het seizoen 2011/12 maakte de middenvelder zijn debuut in de hoofdmacht van Rot-Weiß. In de drie seizoenen daarna fungeerde hij veelvuldig als basisspeler en uiteindelijk kwam hij tot twaalf competitiedoelpunten. In de zomer van 2015 maakte hij transfervrij de overstap naar 1. FC Nürnberg, dat uitkwam in de 2. Bundesliga. Hij tekende er voor drie seizoenen. Zijn debuut voor Nürnberg maakte Möhwald op 27 juli 2015, toen gespeeld werd op bezoek bij SC Freiburg. Door drie treffers van Nils Petersen en een van Mike Frantz stond de thuisploeg met 4–0 voor, toen Möhwald scoorde. Ook zijn teamgenoten Hanno Behrens en Alessandro Schöpf kwamen tot scoren. In het laatste halfuur liep Freiburg door treffers van Maximilian Philipp en Julian Schuster uit tot 6–3. Ook bij Nürnberg fungeerde Möhwald drie seizoenen als basisspeler.
Na het aflopen van zijn contract medio 2018 verkaste hij naar Werder Bremen, waar hij zijn handtekening zette onder een verbintenis voor de duur van drie seizoenen. Door een in augustus 2019 opgelopen zware knieblessure moest Möhwald zo ongeveer het gehele seizoen 2019/20 aan zich voorbij laten gaan. Na zijn derde seizoen degradeerde hij met Werder, waarop Union Berlin de middenvelder overnam. Medio 2023 nam KAS Eupen hem transfervrij over.

## Clubstatistieken
| Seizoen | Club            | Competitie      | Competitie | Competitie | Beker | Beker | Internationaal | Internationaal | Totaal | Totaal |
| Seizoen | Club            | Competitie      | Wed.       | Dlp.       | Wed.  | Dlp.  | Wed.           | Dlp.           | Wed.   | Dlp.   |
| ------- | --------------- | --------------- | ---------- | ---------- | ----- | ----- | -------------- | -------------- | ------ | ------ |
| 2011/12 | Rot-Weiß Erfurt | 3. Liga         | 5          | 0          | 0     | 0     | —              | —              | 5      | 0      |
| 2012/13 | Rot-Weiß Erfurt | 3. Liga         | 35         | 2          | 0     | 0     | —              | —              | 35     | 2      |
| 2013/14 | Rot-Weiß Erfurt | 3. Liga         | 28         | 2          | 0     | 0     | —              | —              | 28     | 2      |
| 2014/15 | Rot-Weiß Erfurt | 3. Liga         | 35         | 8          | 0     | 0     | —              | —              | 35     | 8      |
| 2015/16 | 1. FC Nürnberg  | 2. Bundesliga   | 27         | 1          | 3     | 0     | —              | —              | 30     | 1      |
| 2016/17 | 1. FC Nürnberg  | 2. Bundesliga   | 29         | 4          | 0     | 0     | —              | —              | 29     | 4      |
| 2017/18 | 1. FC Nürnberg  | 2. Bundesliga   | 31         | 7          | 3     | 0     | —              | —              | 34     | 7      |
| 2018/19 | Werder Bremen   | Bundesliga      | 23         | 3          | 4     | 0     | —              | —              | 27     | 3      |
| 2019/20 | Werder Bremen   | Bundesliga      | 1          | 0          | 1     | 0     | —              | —              | 2      | 0      |
| 2020/21 | Werder Bremen   | Bundesliga      | 27         | 5          | 3     | 1     | —              | —              | 30     | 6      |
| 2021/22 | Werder Bremen   | 2. Bundesliga   | 1          | 0          | 0     | 0     | —              | —              | 1      | 0      |
| 2021/22 | Union Berlin    | Bundesliga      | 16         | 0          | 2     | 0     | 3              | 0              | 21     | 0      |
| 2022/23 | Union Berlin    | Bundesliga      | 0          | 0          | 0     | 0     | 0              | 0              | 0      | 0      |
| 2023/24 | KAS Eupen       | Eerste klasse A | 22         | 1          | 0     | 0     | —              | —              | 22     | 1      |
| 2024/25 | KAS Eupen       | Eerste klasse B | 3          | 0          | 0     | 0     | —              | —              | 3      | 0      |
| Totaal  | Totaal          | Totaal          | 283        | 33         | 16    | 1     | 3              | 0              | 302    | 34     |

Bijgewerkt op 5 december 2024.